# Roquetes
Roquetes – stacja metra w Barcelonie, na linii 3. Stacja została otwarta w 2008.